# Hasan Salihamidžić
Hasan Salihamidžić (Jablanica, 1º gennaio 1977) è un dirigente sportivo ed ex calciatore bosniaco, di ruolo difensore o centrocampista.
Possiede il passaporto tedesco ed è soprannominato Brazzo (braco in lingua bosniaca, dove la c, intesa come affricata alveolare sorda, si legge z), che significa "fratello".

## Caratteristiche tecniche
Era un centrocampista ambidestro. Nato come seconda punta, è stato utilizzato da Ottmar Hitzfeld come esterno destro in un 3-5-2 e dal suo maestro Felix Magath sempre esterno destro nel 4-4-2, convertendosi a esterno in modo definitivo. Inoltre era capace di ricoprire anche il ruolo di terzino in una difesa a quattro, sia a destra che a sinistra e talvolta anche di mezz’ala di centrocampo a tre. Grazie a simili caratteristiche anche alla Juventus veniva utilizzato come un vero e proprio jolly, sia di difesa che di centrocampo. Ha confermato inoltre in tutta la sua carriera di avere sempre ottimo feeling con il gol.

## Carriera

### Giocatore

#### Club

##### Amburgo e Bayern Monaco
Cresce in patria nelle giovanili di Turbina Jablanica e Velez Mostar. Nel 1992 si trasferisce in Germania all'Amburgo, con la cui squadra amatoriale debutta nella Regionalliga tedesca nella stagione 1994-1995. Ha esordito in Bundesliga con la maglia dell'Amburgo nel 1995 nel ruolo di punta, diventando ben presto un centrocampista esterno.
Nel 1998 passa a parametro zero al Bayern Monaco, squadra con la quale in dieci stagioni conquista sei campionati tedeschi, quattro edizioni della Coppa di Germania, una Champions League (con un'altra finale persa) e una Coppa Intercontinentale. Nella squadra tedesca totalizza più di 300 presenze tra campionato e coppe, divenendo in quegli anni uno dei giocatori più rappresentativi del club. Con i bavaresi realizza tutte le 10 reti in carriera in Champions League, la prima delle quali nella vittoria esterna per 1-2 contro il Barcellona nella fase a gironi 1998-99.

##### Juventus e Wolfsburg
In scadenza di contratto col Bayern Monaco, il 16 gennaio 2007 si accorda con la Juventus in vista della stagione seguente. L'esordio con la maglia bianconera in Serie A avviene il 25 agosto 2007 nella gara contro il Livorno (5-1) mentre un mese dopo segna il primo gol, 26 settembre contro la Reggina. Termina la prima stagione bianconera con 26 presenze e 4 gol, tra cui la doppietta decisiva nella partita del 12 aprile 2008 contro il Milan vinta 3 a 2.
All'inizio della sua seconda stagione accusa alcuni infortuni. Segna il suo primo gol stagionale il 14 marzo 2009, nella partita casalinga di campionato vinta 4-1 contro il Bologna, in cui regala anche due assist per la doppietta di Del Piero. Gioca la prima partita della stagione 2009-2010 contro il Chievo (1-0) ma nella stessa gara esce dal campo ed è costretto a stare fuori dai campi di gioco per tre mesi. Torna nella gara casalinga persa contro il Catania (1-2), in cui segna anche il gol del momentaneo pareggio e si ripete la giornata dopo al Tardini contro il Parma (1-2) segnando il gol dell'iniziale 1-0.
Non rientrando più nei piani della società, in seguito alla mancata cessione nel calciomercato dell'estate 2010 viene messo fuori rosa. Torna in gruppo nei primi giorni di settembre venendo preso in considerazione soltanto per la sfida contro il Cesena, per sostituire dei giocatori infortunati, nonostante la resistenza di qualche dirigente: debutta dunque in stagione il successivo 7 novembre nella partita coi romagnoli vinta per 3-1, entrando al 78º e realizzando un assist per il gol di Iaquinta del 3-1 finale.
Il 4 luglio 2011 si accasa a parametro zero al Wolfsburg. Dopo aver segnato in Coppa di Germania, segna la sua prima doppietta in campionato il 19 novembre nel 4-1 all'Hannover. A fine stagione rimane svincolato e si ritira.

#### Nazionale
Ha militato per dieci anni nella nazionale bosniaca, con cui ha esordito l'8 ottobre 1996 contro la Croazia in una gara valida per le qualificazioni ai mondiali di calcio Francia 1998. Proprio in questa manifestazione mette a segno il suo primo gol in nazionale. Si ripeterà il 6 novembre 1996 in un'amichevole vinta per 2-1 a Sarajevo contro l'Italia. Il 4 giugno 2005 segna una doppietta contro San Marino.

### Dopo il ritiro
Ha lavorato come opinionista sportivo per alcune reti televisive tedesche, in particolare RTL e ZDF, per cui ha commentato la UEFA Champions League e il campionato del mondo 2014.
Il 13 gennaio 2017 ritorna al Bayern Monaco come ambasciatore del club insieme a Giovane Élber e Bixente Lizarazu. Il 31 luglio 2017 diventa il direttore sportivo dei bavaresi. Il 27 maggio 2023, dopo il match contro il Colonia battuto per 2-1 agli sgoccioli del match e aver vinto il campionato all'ultima giornata, viene sollevato dall'incarico.

## Statistiche

### Presenze e reti nei club
Statistiche aggiornate al aprile 2012.
| Stagione             | Squadra              | Campionato           | Campionato | Campionato | Coppe nazionali | Coppe nazionali | Coppe nazionali | Coppe continentali | Coppe continentali | Coppe continentali | Altre coppe | Altre coppe | Altre coppe | Totale | Totale |
| Stagione             | Squadra              | Comp                 | Pres       | Reti       | Comp            | Pres            | Reti            | Comp               | Pres               | Reti               | Comp        | Pres        | Reti        | Pres   | Reti   |
| -------------------- | -------------------- | -------------------- | ---------- | ---------- | --------------- | --------------- | --------------- | ------------------ | ------------------ | ------------------ | ----------- | ----------- | ----------- | ------ | ------ |
| 1995-1996            | Amburgo              | BL                   | 9          | 2          | CG              | 0               | 0               | 0                  | 0                  | 0                  | -           | -           | -           | 9      | 2      |
| 1996-1997            | Amburgo              | BL                   | 32         | 7          | CG              | 4               | 1               | CU                 | 5                  | 0                  | -           | -           | -           | 41     | 8      |
| 1997-1998            | Amburgo              | BL                   | 31         | 10         | CG              | 2               | 1               | CI                 | 5                  | 0                  | -           | -           | -           | 38     | 11     |
| Totale Amburgo       | Totale Amburgo       | Totale Amburgo       | 72         | 19         |                 | 6               | 2               |                    | 10                 | 0                  |             | -           | -           | 88     | 21     |
| 1998-1999            | Bayern Monaco        | BL                   | 30         | 4          | CG              | 4               | 0               | UCL                | 13                 | 2                  | CL          | 2           | 0           | 49     | 6      |
| 1999-2000            | Bayern Monaco        | BL                   | 30         | 4          | CG              | 5               | 3               | UCL                | 16                 | 0                  | CL          | 2           | 0           | 53     | 7      |
| 2000-2001            | Bayern Monaco        | BL                   | 31         | 4          | CG              | 2               | 1               | UCL                | 15                 | 2                  | CL          | 2           | 0           | 50     | 7      |
| 2001-2002            | Bayern Monaco        | BL                   | 19         | 5          | CG              | 1               | 0               | UCL                | 9                  | 1                  | CL+SU       | 1+1         | 0+1         | 31     | 7      |
| 2002-2003            | Bayern Monaco        | BL                   | 12         | 2          | CG              | 2               | 1               | UCL                | 7                  | 2                  | CL          | 1           | 0           | 22     | 5      |
| 2003-2004            | Bayern Monaco        | BL                   | 33         | 4          | CG              | 4               | 1               | UCL                | 8                  | 0                  | CL          | 1           | 0           | 46     | 5      |
| 2004-2005            | Bayern Monaco        | BL                   | 29         | 2          | CG              | 5               | 1               | UCL                | 9                  | 2                  | CL          | 2           | 0           | 45     | 5      |
| 2005-2006            | Bayern Monaco        | BL                   | 21         | 2          | CG              | 2               | 0               | UCL                | 1                  | 0                  | CL          | 1           | 0           | 25     | 2      |
| 2006-2007            | Bayern Monaco        | BL                   | 29         | 4          | CG              | 3               | 0               | UCL                | 10                 | 1                  | CL          | 2           | 0           | 44     | 5      |
| Totale Bayern Monaco | Totale Bayern Monaco | Totale Bayern Monaco | 234        | 31         |                 | 28              | 7               |                    | 88                 | 10                 |             | 15          | 1           | 365    | 49     |
| 2007-2008            | Juventus             | A                    | 26         | 4          | CI              | 4               | 1               | -                  | -                  | -                  | -           | -           | -           | 30     | 5      |
| 2008-2009            | Juventus             | A                    | 11         | 1          | CI              | -               | -               | UCL                | 4                  | 0                  | -           | -           | -           | 15     | 1      |
| 2009-2010            | Juventus             | A                    | 14         | 2          | CI              | 1               | 0               | UCL+UEL            | 3                  | 0                  | -           | -           | -           | 18     | 2      |
| 2010-2011            | Juventus             | A                    | 10         | 0          | CI              | 0               | 0               | UEL                | 0                  | 0                  | -           | -           | -           | 10     | 0      |
| Totale Juventus      | Totale Juventus      | Totale Juventus      | 61         | 7          |                 | 5               | 1               |                    | 7                  | 0                  |             | -           | -           | 73     | 8      |
| 2011-2012            | Wolfsburg            | BL                   | 15         | 3          | CG              | 1               | 1               | -                  | -                  | -                  | -           | -           | -           | 16     | 4      |
| Totale carriera      | Totale carriera      | Totale carriera      | 382        | 60         |                 | 40              | 11              |                    | 105                | 10                 |             | 15          | 1           | 542    | 82     |

### Cronologia presenze e reti in nazionale
| Cronologia completa delle presenze e delle reti in nazionale ― Bosnia ed Erzegovina | Cronologia completa delle presenze e delle reti in nazionale ― Bosnia ed Erzegovina | Cronologia completa delle presenze e delle reti in nazionale ― Bosnia ed Erzegovina | Cronologia completa delle presenze e delle reti in nazionale ― Bosnia ed Erzegovina | Cronologia completa delle presenze e delle reti in nazionale ― Bosnia ed Erzegovina | Cronologia completa delle presenze e delle reti in nazionale ― Bosnia ed Erzegovina | Cronologia completa delle presenze e delle reti in nazionale ― Bosnia ed Erzegovina | Cronologia completa delle presenze e delle reti in nazionale ― Bosnia ed Erzegovina |
| Data                                                                                | Città                                                                               | In casa                                                                             | Risultato                                                                           | Ospiti                                                                              | Competizione                                                                        | Reti                                                                                | Note                                                                                |
| ----------------------------------------------------------------------------------- | ----------------------------------------------------------------------------------- | ----------------------------------------------------------------------------------- | ----------------------------------------------------------------------------------- | ----------------------------------------------------------------------------------- | ----------------------------------------------------------------------------------- | ----------------------------------------------------------------------------------- | ----------------------------------------------------------------------------------- |
| 8-10-1996                                                                           | Bologna                                                                             | Bosnia ed Erzegovina                                                                | 1 – 4                                                                               | Croazia                                                                             | Qual. Mondiali 1998                                                                 | 1                                                                                   |                                                                                     |
| 6-11-1996                                                                           | Sarajevo                                                                            | Bosnia ed Erzegovina                                                                | 2 – 1                                                                               | Italia                                                                              | Amichevole                                                                          | 1                                                                                   |                                                                                     |
| 10-11-1996                                                                          | Lubiana                                                                             | Slovenia                                                                            | 1 – 2                                                                               | Bosnia ed Erzegovina                                                                | Qual. Mondiali 1998                                                                 | -                                                                                   |                                                                                     |
| 18-12-1996                                                                          | Manaus                                                                              | Brasile                                                                             | 1 – 0                                                                               | Bosnia ed Erzegovina                                                                | Amichevole                                                                          | -                                                                                   |                                                                                     |
| 2-4-1997                                                                            | Sarajevo                                                                            | Bosnia ed Erzegovina                                                                | 0 – 1                                                                               | Grecia                                                                              | Qual. Mondiali 1998                                                                 | -                                                                                   |                                                                                     |
| 20-8-1997                                                                           | Sarajevo                                                                            | Bosnia ed Erzegovina                                                                | 3 – 0                                                                               | Danimarca                                                                           | Qual. Mondiali 1998                                                                 | -                                                                                   |                                                                                     |
| 6-9-1997                                                                            | Zagabria                                                                            | Croazia                                                                             | 3 – 2                                                                               | Bosnia ed Erzegovina                                                                | Qual. Mondiali 1998                                                                 | 1                                                                                   |                                                                                     |
| 10-9-1997                                                                           | Sarajevo                                                                            | Bosnia ed Erzegovina                                                                | 1 – 0                                                                               | Slovenia                                                                            | Qual. Mondiali 1998                                                                 | -                                                                                   |                                                                                     |
| 14-5-1998                                                                           | La Plata                                                                            | Argentina                                                                           | 5 – 0                                                                               | Bosnia ed Erzegovina                                                                | Amichevole                                                                          | -                                                                                   |                                                                                     |
| 19-8-1998                                                                           | Sarajevo                                                                            | Bosnia ed Erzegovina                                                                | 1 – 0                                                                               | Fær Øer                                                                             | Qual. Euro 2000                                                                     | -                                                                                   |                                                                                     |
| 5-9-1998                                                                            | Sarajevo                                                                            | Bosnia ed Erzegovina                                                                | 1 – 1                                                                               | Estonia                                                                             | Qual. Euro 2000                                                                     | -                                                                                   |                                                                                     |
| 10-10-1998                                                                          | Sarajevo                                                                            | Bosnia ed Erzegovina                                                                | 1 – 3                                                                               | Rep. Ceca                                                                           | Qual. Euro 2000                                                                     | -                                                                                   |                                                                                     |
| 14-10-1998                                                                          | Vilnius                                                                             | Lituania                                                                            | 4 – 2                                                                               | Bosnia ed Erzegovina                                                                | Qual. Euro 2000                                                                     | -                                                                                   |                                                                                     |
| 27-1-1999                                                                           | Ta' Qali                                                                            | Malta                                                                               | 2 – 1                                                                               | Bosnia ed Erzegovina                                                                | Amichevole                                                                          | 1                                                                                   |                                                                                     |
| 5-6-1999                                                                            | Sarajevo                                                                            | Bosnia ed Erzegovina                                                                | 2 – 0                                                                               | Lituania                                                                            | Qual. Euro 2000                                                                     | -                                                                                   | 67’                                                                                 |
| 29-3-2000                                                                           | Zenica                                                                              | Bosnia ed Erzegovina                                                                | 1 – 0                                                                               | Macedonia                                                                           | Amichevole                                                                          | -                                                                                   |                                                                                     |
| 25-4-2000                                                                           | Sarajevo                                                                            | Bosnia ed Erzegovina                                                                | 0 – 1                                                                               | World Stars                                                                         | Amichevole                                                                          | -                                                                                   |                                                                                     |
| 16-8-2000                                                                           | Sarajevo                                                                            | Bosnia ed Erzegovina                                                                | 2 – 0                                                                               | Turchia                                                                             | Amichevole                                                                          | -                                                                                   |                                                                                     |
| 2-9-2000                                                                            | Sarajevo                                                                            | Bosnia ed Erzegovina                                                                | 1 – 2                                                                               | Spagna                                                                              | Qual. Mondiali 2002                                                                 | -                                                                                   |                                                                                     |
| 11-10-2000                                                                          | Tel Aviv                                                                            | Israele                                                                             | 3 – 1                                                                               | Bosnia ed Erzegovina                                                                | Qual. Mondiali 2002                                                                 | -                                                                                   | 71’, 89’                                                                            |
| 28-3-2001                                                                           | Vaduz                                                                               | Liechtenstein                                                                       | 0 – 3                                                                               | Bosnia ed Erzegovina                                                                | Qual. Mondiali 2002                                                                 | -                                                                                   |                                                                                     |
| 15-8-2001                                                                           | Sarajevo                                                                            | Bosnia ed Erzegovina                                                                | 2 – 0                                                                               | Malta                                                                               | Amichevole                                                                          | -                                                                                   |                                                                                     |
| 1-9-2001                                                                            | Sarajevo                                                                            | Bosnia ed Erzegovina                                                                | 0 – 0                                                                               | Israele                                                                             | Qual. Mondiali 2002                                                                 | -                                                                                   |                                                                                     |
| 5-9-2001                                                                            | Vienna                                                                              | Austria                                                                             | 2 – 0                                                                               | Bosnia ed Erzegovina                                                                | Qual. Mondiali 2002                                                                 | -                                                                                   |                                                                                     |
| 7-10-2001                                                                           | Zenica                                                                              | Bosnia ed Erzegovina                                                                | 5 – 0                                                                               | Liechtenstein                                                                       | Qual. Mondiali 2002                                                                 | -                                                                                   |                                                                                     |
| 17-4-2002                                                                           | Zagabria                                                                            | Croazia                                                                             | 2 – 0                                                                               | Bosnia ed Erzegovina                                                                | Amichevole                                                                          | -                                                                                   |                                                                                     |
| 21-8-2002                                                                           | Sarajevo                                                                            | Bosnia ed Erzegovina                                                                | 2 – 0                                                                               | Jugoslavia                                                                          | Amichevole                                                                          | -                                                                                   |                                                                                     |
| 7-9-2002                                                                            | Sarajevo                                                                            | Bosnia ed Erzegovina                                                                | 0 – 3                                                                               | Romania                                                                             | Qual. Euro 2004                                                                     | -                                                                                   |                                                                                     |
| 11-10-2002                                                                          | Sarajevo                                                                            | Bosnia ed Erzegovina                                                                | 1 – 1                                                                               | Germania                                                                            | Amichevole                                                                          | -                                                                                   | 49’                                                                                 |
| 16-10-2002                                                                          | Oslo                                                                                | Norvegia                                                                            | 2 – 0                                                                               | Bosnia ed Erzegovina                                                                | Qual. Euro 2004                                                                     | -                                                                                   |                                                                                     |
| 6-9-2003                                                                            | Zenica                                                                              | Bosnia ed Erzegovina                                                                | 1 – 0                                                                               | Norvegia                                                                            | Qual. Euro 2004                                                                     | -                                                                                   |                                                                                     |
| 10-9-2003                                                                           | Lussemburgo                                                                         | Lussemburgo                                                                         | 0 – 1                                                                               | Bosnia ed Erzegovina                                                                | Qual. Euro 2004                                                                     | -                                                                                   |                                                                                     |
| 11-10-2003                                                                          | Sarajevo                                                                            | Bosnia ed Erzegovina                                                                | 1 – 1                                                                               | Danimarca                                                                           | Qual. Euro 2004                                                                     | -                                                                                   |                                                                                     |
| 18-2-2004                                                                           | Skopje                                                                              | Macedonia                                                                           | 1 – 0                                                                               | Bosnia ed Erzegovina                                                                | Amichevole                                                                          | -                                                                                   |                                                                                     |
| 31-3-2004                                                                           | Lussemburgo                                                                         | Lussemburgo                                                                         | 1 – 2                                                                               | Bosnia ed Erzegovina                                                                | Amichevole                                                                          | -                                                                                   | cap.                                                                                |
| 28-4-2004                                                                           | Zenica                                                                              | Bosnia ed Erzegovina                                                                | 1 – 0                                                                               | Finlandia                                                                           | Amichevole                                                                          | -                                                                                   |                                                                                     |
| 18-8-2004                                                                           | Rennes                                                                              | Francia                                                                             | 1 – 1                                                                               | Bosnia ed Erzegovina                                                                | Amichevole                                                                          | -                                                                                   |                                                                                     |
| 8-9-2004                                                                            | Zenica                                                                              | Bosnia ed Erzegovina                                                                | 1 – 1                                                                               | Spagna                                                                              | Qual. Mondiali 2006                                                                 | -                                                                                   |                                                                                     |
| 2-2-2005                                                                            | Teheran                                                                             | Iran                                                                                | 2 – 1                                                                               | Bosnia ed Erzegovina                                                                | Amichevole                                                                          | -                                                                                   | cap.                                                                                |
| 4-6-2005                                                                            | Serravalle                                                                          | San Marino                                                                          | 1 – 3                                                                               | Bosnia ed Erzegovina                                                                | Qual. Mondiali 2006                                                                 | 2                                                                                   |                                                                                     |
| 9-10-2005                                                                           | Zenica                                                                              | Bosnia ed Erzegovina                                                                | 3 – 0                                                                               | San Marino                                                                          | Qual. Mondiali 2006                                                                 | -                                                                                   |                                                                                     |
| 12-10-2005                                                                          | Belgrado                                                                            | Serbia e Montenegro                                                                 | 1 – 0                                                                               | Bosnia ed Erzegovina                                                                | Qual. Mondiali 2006                                                                 | -                                                                                   |                                                                                     |
| 16-8-2006                                                                           | Sarajevo                                                                            | Bosnia ed Erzegovina                                                                | 1 – 2                                                                               | Francia                                                                             | Amichevole                                                                          | -                                                                                   |                                                                                     |
| Totale                                                                              |                                                                                     | Presenze                                                                            | 43                                                                                  |                                                                                     | Reti                                                                                | 6                                                                                   |                                                                                     |

## Palmarès

### Club

#### Competizioni nazionali
- Coppa di Lega tedesca: 4

Bayern Monaco: 1998, 1999, 2000, 2004
- Campionato tedesco: 6

Bayern Monaco: 1998-1999, 1999-2000, 2000-2001, 2002-2003, 2004-2005, 2005-2006
- Coppa di Germania: 4

Bayern Monaco: 1999-2000, 2002-2003, 2004-2005, 2005-2006

#### Competizioni internazionali
- UEFA Champions League: 1

Bayern Monaco: 2000-2001
- Coppa Intercontinentale: 1

Bayern Monaco: 2001